# 訃報 2021年5月
訃報 2021年5月（ふほう 2021ねん5がつ）では、2021年5月に物故した、又は物故が報じられた人物について纏める。

## 1日 - 15日

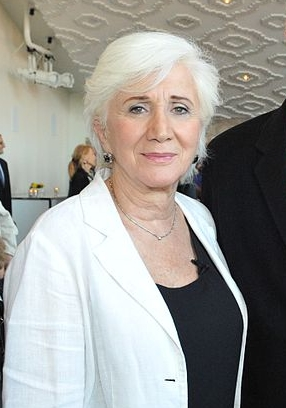
オリンピア・デュカキス／5月1日没

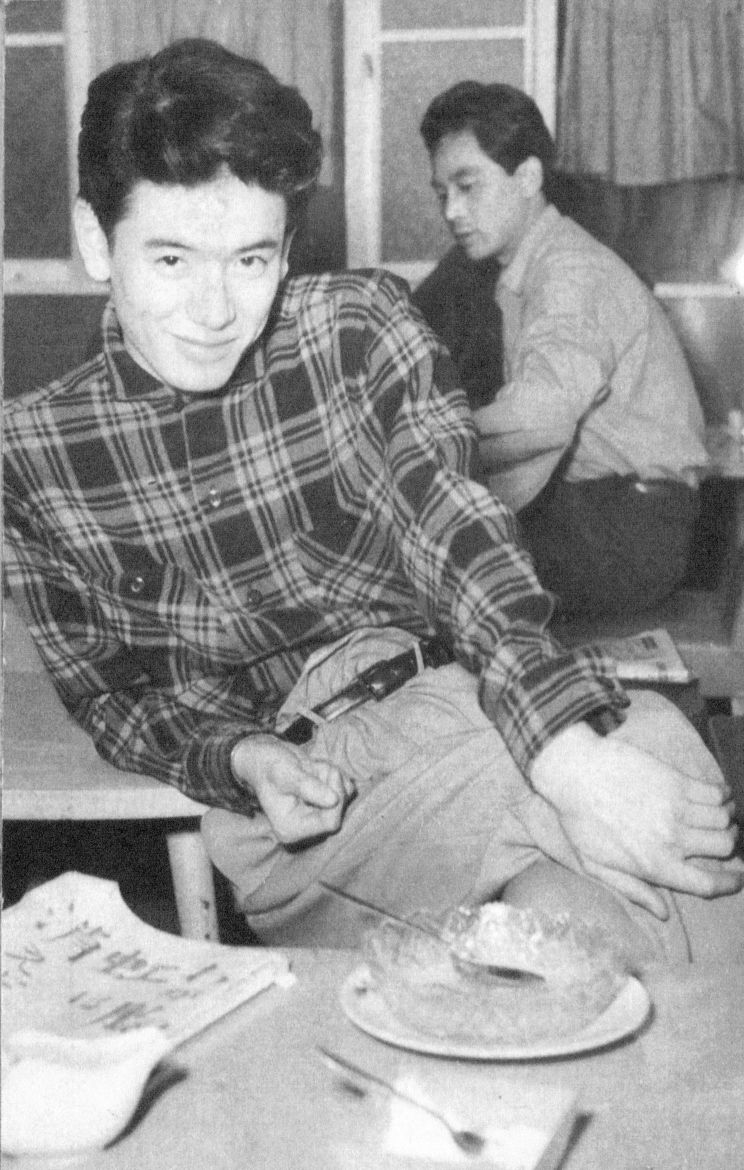
江原達怡／5月1日没

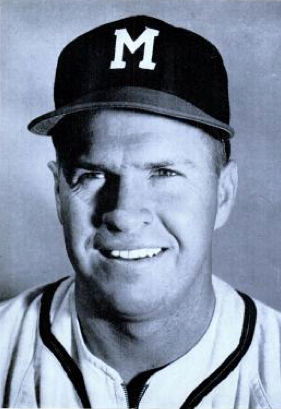
デル・クランドール／5月5日没

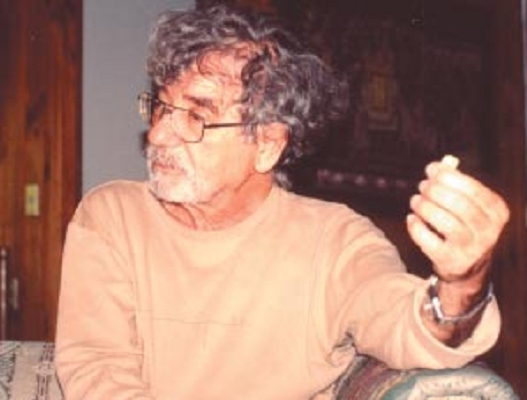
ウンベルト・マトゥラーナ／5月6日没

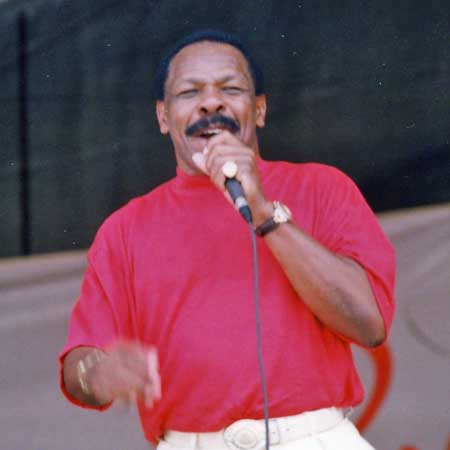
ロイド・プライス／5月6日没

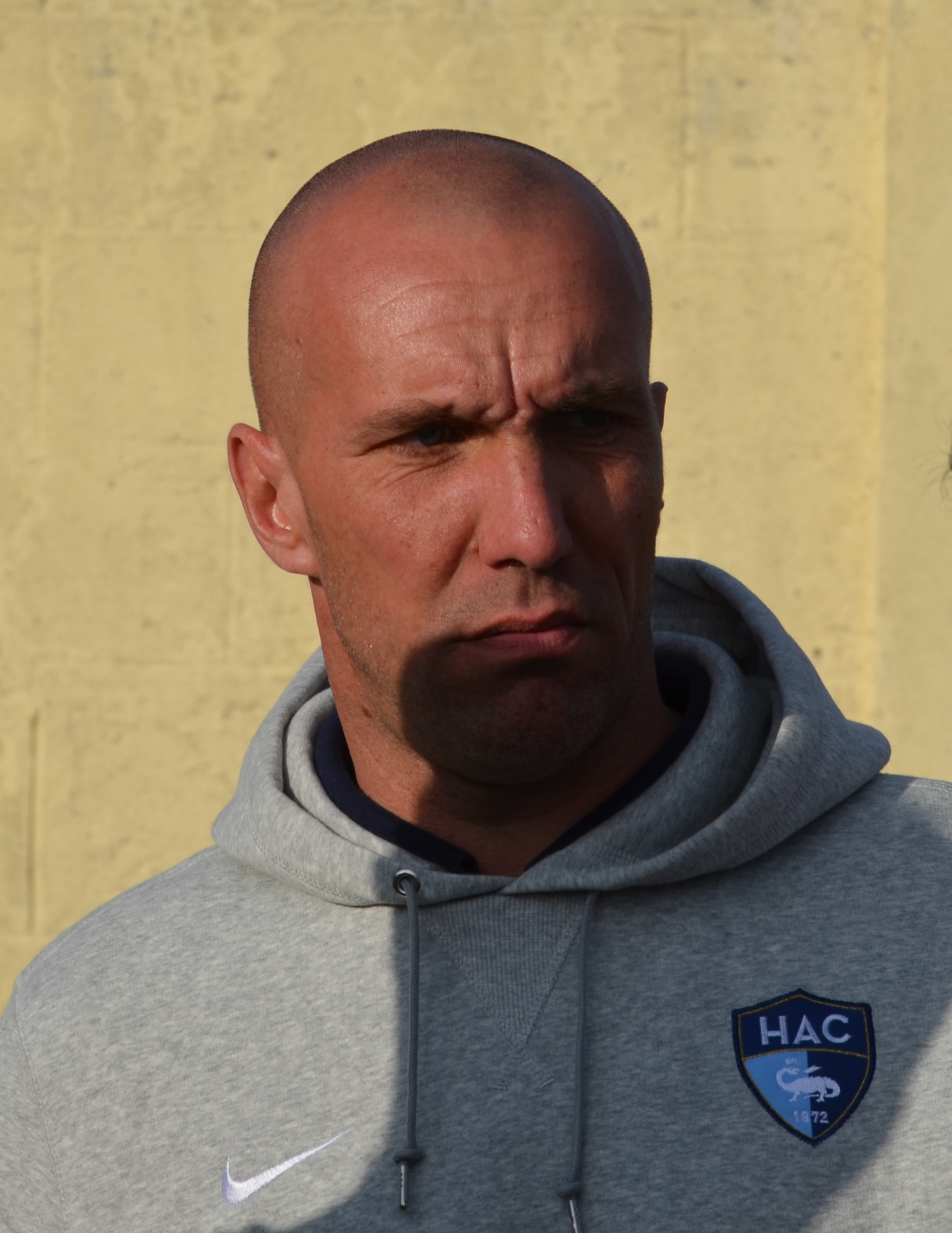
クリストフ・ルヴォー／5月6日没

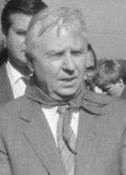
エゴール・リガチョフ／5月7日没

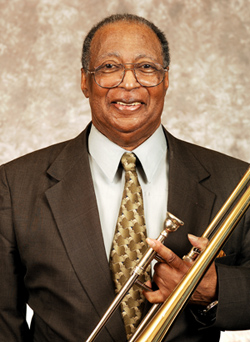
カーティス・フラー／5月8日没

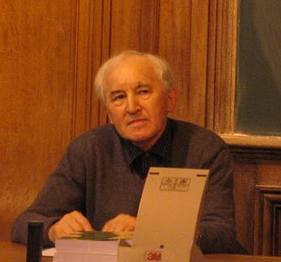
ジャック・ブーヴレス／5月9日没

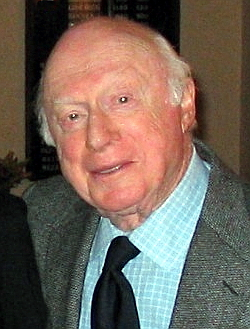
ノーマン・ロイド／5月10日没

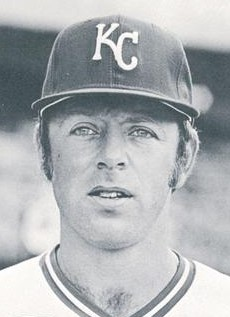
リッチー・シェインブラム／5月10日没

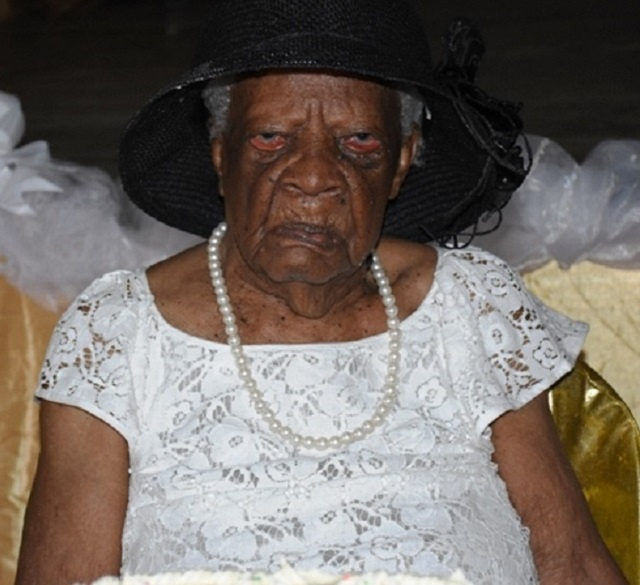
ナンシー・マリー／5月11日没

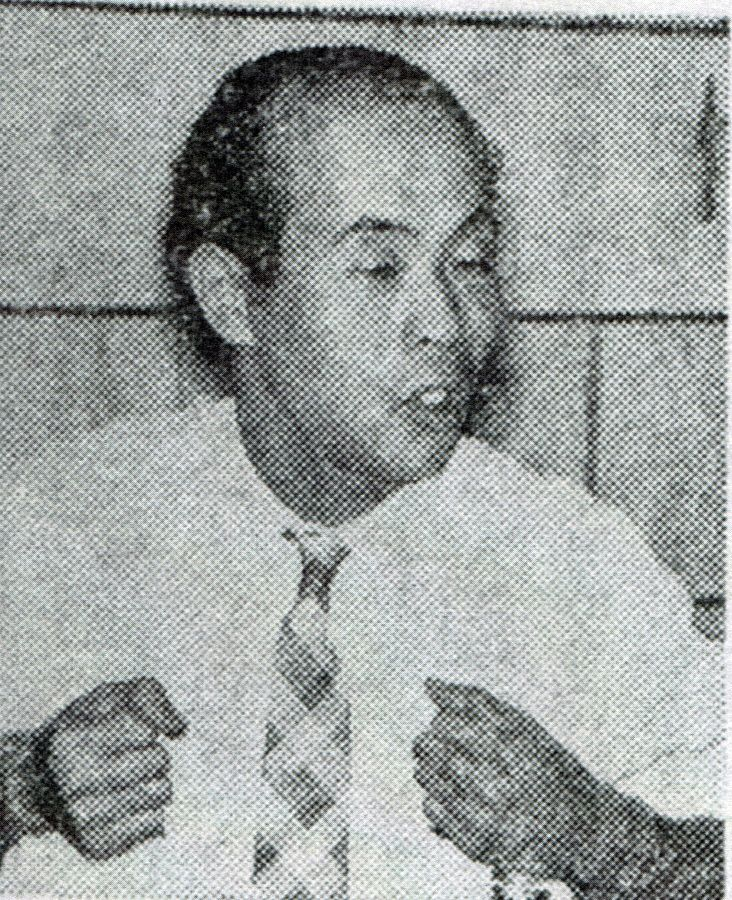
河合雅雄／5月14日没

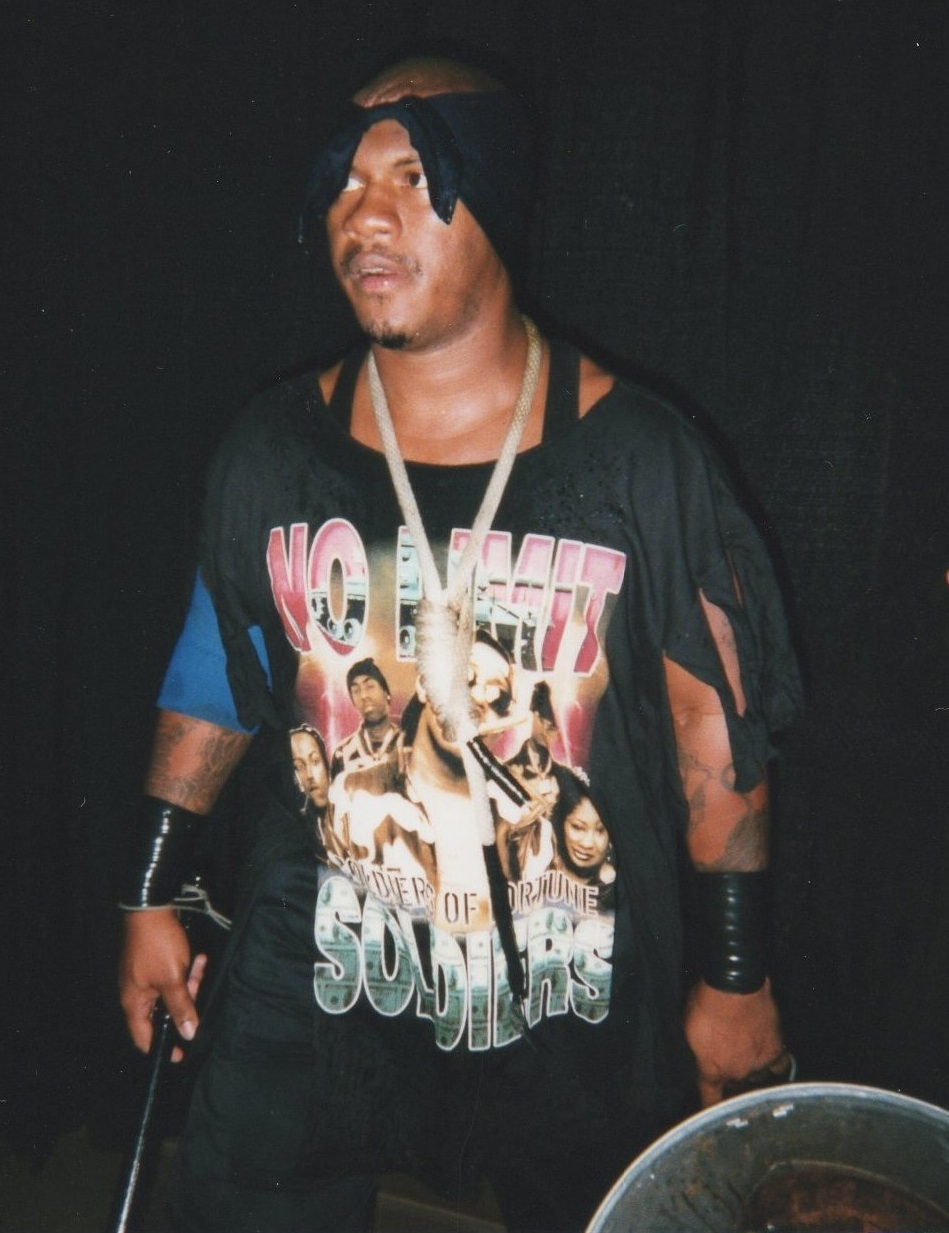
ジェロム・ヤング／5月14日没

- 5月1日 - オリンピア・デュカキス、アメリカ合衆国の女優（* 1931年）[1]
- 5月1日 - 下山英三、日本のアナウンサー【京都放送、讀賣テレビ放送】（* 1936年）[2]
- 5月1日 - 江原達怡、日本の俳優、実業家（* 1937年）[3]
- 5月1日 - ジョン・ポール・レオン（英語版）、アメリカ合衆国の漫画家（* 1972年）[4]
- 5月2日 - 江藤武俊、日本の実業家、元三菱化成副社長（* 1927年）[5]
- 5月2日 - ボビー・アンサー、アメリカ合衆国のレーシングドライバー（* 1934年）[6]
- 5月2日 - ジャック・ダンボアーズ（英語版）、アメリカ合衆国のバレエダンサー、振付師、俳優（* 1934年）[7]
- 5月2日 - トミー・ウェスト（英語版）、アメリカ合衆国の音楽プロデューサー（* 1942年）[8]
- 5月2日 - 立川らく朝、日本の落語家、医学博士（* 1954年）[9]
- 5月3日 - 内田祥哉、日本の建築家、東京大学名誉教授（* 1925年）[10]
- 5月3日 - 三ツ井康、日本の実業家、共同テレビジョン元社長（* 1937年）[11]
- 5月3日 - ラファエル・アルブレヒト（英語版）、アルゼンチンの元サッカー選手、元同国代表（* 1941年）[12]
- 5月3日 - ハル・ブリーデン、アメリカ合衆国の元MLB・プロ野球選手【モントリオール・エクスポズ、阪神タイガースほか所属】（* 1944年）[13]
- 5月3日 - 竹市靖公、日本の実業家、ブロンコビリー創業者（* 1944年）[14]
- 5月3日 - 谷口正朋、日本の元バスケットボール選手【日本鋼管所属】・指導者、1972年ミュンヘンオリンピック代表選手、元日本バスケットボール協会専務理事（* 1946年）[15]
- 5月3日 - 永易克典、日本の銀行家、元三菱東京UFJ銀行頭取（* 1947年）[16]
- 5月3日 - フィル・ナロ（スペイン語版）、アメリカ合衆国のロックシンガー、タラス（英語版）メンバー（* 1958年?）[17]
- 5月4日 - 紫竹昭葉、日本の造園家、実業家、紫竹ガーデン社長（* 1927年）[18]
- 5月4日 - 国吉源次、日本の宮古民謡歌手（* 1930年）[19]
- 5月4日 - 地主敏夫、日本のカトリック教会聖職者、カトリック札幌司教区第2代司教（* 1930年）[20]
- 5月4日 - 古賀利郎、日本の情報システム工学者、九州大学名誉教授（* 1930年）[21]
- 5月4日 - 北町嘉朗、日本の俳優（* 1931年）[22]
- 5月4日 - サイモン・アシディ・アシュ（英語版）、カメルーンの政治家、元首相（* 1934年）[23]
- 5月4日 - 浜野善雄、日本の実業家、元三菱地所常務（* 1937年）[24]
- 5月4日 - 森下一徹、日本の写真家（* 1939年）[25]
- 5月4日 - ジュリアン・サルメント（英語版）、ポルトガルの芸術家（* 1948年）[26]
- 5月4日 - ニック・カメン（英語版）、イギリスのモデル、歌手（* 1962年）[27]
- 5月4日 - アラン・マクローリン（英語版）、アイルランドの元サッカー選手・指導者、元同国代表（* 1967年）[28]
- 5月4日 - パウロ・グスターヴォ（英語版）、ブラジルの俳優、コメディアン（* 1978年）[29]
- 5月4日 - 李明蔚（中国語版）、香港の歌手（* 1989年）[30]
- 5月5日 - 富永一朗、日本の漫画家（* 1925年）[31]
- 5月5日 - デル・クランドール、アメリカ合衆国の元MLB選手【ミルウォーキー・ブレーブス所属】・指導者【ミルウォーキー・ブルワーズ、シアトル・マリナーズ監督】（* 1930年）[32]
- 5月5日 - ゲオルギー・プロコペンコ（英語版）、ウクライナの元競泳選手、1964年東京オリンピック200m平泳ぎ銀メダリスト【旧ソビエト連邦代表】（* 1937年）[33]
- 5月5日 - ジョージ・ユング、アメリカ合衆国の麻薬密輸人、映画『ブロウ』のモデル（* 1942年）[34]
- 5月6日 - 早川久雄、日本の分析化学者、神戸大学名誉教授（* 1920年?）[35]
- 5月6日 - イツハク・アラド（英語版）、イスラエルの歴史家、元赤軍パルチザン准将（* 1926年）[36]
- 5月6日 - ウンベルト・マトゥラーナ、チリの生物学者（* 1928年）[37]
- 5月6日 - ポール・ヴァン・ドレン（英語版）、アメリカ合衆国の実業家、Vans共同創業者（* 1930年）[38]
- 5月6日 - ロイド・プライス、アメリカ合衆国のR&B・ロックンロールシンガー（* 1933年）[39]
- 5月6日 - パーヴィス・ステイプルズ（英語版）、アメリカ合衆国のR&Bシンガー、ザ・ステイプル・シンガーズメンバー（* 1935年）[40]
- 5月6日 - アレッシャンドレ・マンジック（ポルトガル語版）、ブラジルの実業家（* 1954年）[41]
- 5月6日 - 三浦建太郎、日本の漫画家（* 1966年）[42]
- 5月6日 - クリストフ・ルヴォー、フランスの元サッカー選手、元同国代表（* 1972年）[43]
- 5月7日 - エゴール・リガチョフ、ロシアの政治家、元ソビエト連邦共産党第二書記（* 1920年）[44]
- 5月7日 - 鑪幹八郎、日本の心理学者、臨床心理士、前京都文教大学学長・名誉教授、広島大学名誉教授、元日本心理臨床学会理事長（* 1934年）[45]
- 5月7日 - タウニー・キティン（英語版）、アメリカ合衆国の女優（* 1961年）[46]
- 5月8日 - グレーム・ファーガソン（英語版）、カナダの映画製作者、発明家、IMAX共同開発者（* 1929年）[47]
- 5月8日 - 皿谷緋佐子、日本の陶芸家（* 1930年）[48]
- 5月8日 - 李漢東、韓国の政治家、第33代首相、元国会議員（* 1934年）[49]
- 5月8日 - ロナルド・イングルハート、アメリカ合衆国の政治学者（* 1934年）[50]
- 5月8日 - カーティス・フラー、アメリカ合衆国のジャズトロンボーン奏者（* 1934年）[51]
- 5月8日 - 木村敞一、日本の実業家、元能美防災社長（* 1934年?）[52]
- 5月8日 - ヘルムート・ヤーン、ドイツ出身のアメリカ合衆国の建築家（* 1940年）[53]
- 5月8日 - スペンサー・シルバー、アメリカ合衆国の化学者、発明家、ポストイットの接着剤を発明（* 1941年）[54]
- 5月8日 - マハラージ・クリシャン・カウシック（英語版）インドの元フィールドホッケー選手、1980年モスクワオリンピック金メダリスト（* 1955年）[55]
- 5月8日〈遺体発見日〉 - ファン・ホセ・グスマン、ドミニカ共和国の元プロボクサー、第2代世界ボクシング協会（WBA）世界ジュニアフライ級チャンピオン（* 1951年）[56]
- 5月8日 - ラヴィンダー・パル・シン（英語版）、インドの元フィールドホッケー選手、1980年モスクワオリンピック金メダリスト（* 1960年）[57]
- 5月9日 - ホセ・マヌエル・カバジェロ・ボナルド（英語版）、スペインの小説家、詩人、セルバンテス賞受賞者（* 1926年）[58]
- 5月9日 - ニール・コネリー（英語版）、スコットランドの俳優、ショーン・コネリー実弟（* 1938年）[59]
- 5月9日 - ジャック・ブーヴレス、フランスの哲学者、コレージュ・ド・フランス名誉教授（* 1940年）[60]
- 5月10日 - ノーマン・ロイド、アメリカ合衆国の俳優（* 1914年）[61][62]
- 5月10日 - 井山計一、日本のバーテンダー（* 1926年）[63]
- 5月10日 - ポーリーン・ティンズリー（英語版）、イギリスのソプラノ歌手（* 1928年）[64]
- 5月10日 - アート・ゲンスラー（英語版）、アメリカ合衆国の建築家、ゲンスラー創業者（* 1935年）[65]
- 5月10日 - スヴァンテ・スレッソン、スウェーデンのジャズシンガー（* 1937年）[66]
- 5月10日 - リッチー・シェインブラム、アメリカ合衆国の元MLB・プロ野球選手【クリーブランド・インディアンス、セントルイス・カージナルス、広島東洋カープほか所属】（* 1942年）[67]
- 5月10日 - ミシェル・フルニレ、フランスのシリアルキラー（* 1942年）[68]
- 5月10日 - サーミー・ハサン・アン＝ナーシュ（英語版）、イエメンのサッカー指導者、同国代表監督（* 1957年）[69][70]
- 5月10日 - コルト・ブレナン（英語版）、アメリカ合衆国の元アメリカンフットボール選手（* 1983年）[71]
- 5月11日 - ナンシー・マリー、セーシェルの長寿の女性（* 1909年?）[72]
- 5月11日 - バディ・ヴァン・ホーン、アメリカ合衆国のスタントマン（* 1928年）[73]
- 5月11日 - 三枝孝榮、日本の実業家、演出家、元テレビ東京常務、元伝統文化放送社長（* 1930年）[74]
- 5月11日 - イ・チュンヨン（朝鮮語版）、韓国の映画プロデューサー（* 1951年）[75]
- 5月11日 - 江上健二、日本の舞台俳優【劇団四季所属】（* 1966年若しくは1967年）[76]
- 5月12日 - はらみちを、日本の詩画家（* 1928年）[77]
- 5月12日 - ボブ・ケスター（英語版）、アメリカ合衆国の音楽プロデューサー、デルマーク・レコード創業者（* 1932年）[78]
- 5月12日 - イヒニオ・ベレス、キューバの野球指導者、元同国代表監督、2004年アテネオリンピック金メダリスト（* 1947年）[79]
- 5月13日 - ノーマン・シモンズ（英語版）、アメリカ合衆国のピアニスト、編曲家、作曲家（* 1929年）[80]
- 5月13日? - 坂東省次、日本のスペイン語学者、京都外国語大学名誉教授（* 1947年）[81]
- 5月13日 - ウィリアム・J・ツァミス（英語版）、アメリカ合衆国のギタリスト、ウォーロード（英語版）メンバー（* 1961年）[82]
- 5月13日 - ジェイ・ユン（朝鮮語版）、韓国の歌手、M.C. The Max（朝鮮語版）メンバー（* 1982年）[83]
- 5月14日 - エステル・マギ、エストニアの作曲家（* 1922年）[84]
- 5月14日 - 河合雅雄、日本の霊長類学者、京都大学名誉教授（* 1924年）[85]
- 5月14日 - 池田進、日本の実業家、元サガテレビ会長（* 1932年）[86]
- 5月14日 - 森本靖一郎、日本の学園経営者、元関西大学理事長（* 1933年?）[87]
- 5月14日 - バラッシャ・シャーンドル（英語版）、ハンガリーの作曲家（* 1934年）[88]
- 5月14日 - 藤田紘一郎、日本の医師、医学者、東京医科歯科大学名誉教授（* 1939年）[89]
- 5月14日 - 菊池忠、日本の博物館経営者、元立佞武多の館館長（* 1947年?）[90]
- 5月14日 - ライムント・ホーゲ（英語版）、ドイツの振付師、ダンサー、ジャーナリスト、作家（* 1949年）[91]
- 5月14日 - 青山幹雄、日本のソフトウェア工学者、南山大学教授（* 1954年）[92]
- 5月14日 - ジェロム・ヤング（ニュー・ジャック）、アメリカ合衆国の元プロレスラー、元ECW世界タッグ王者（* 1963年）[93]
- 5月15日 - 清野茂次、日本の実業家、元オリエンタルコンサルタンツ社長（* 1934年）[94]
- 5月15日 - 伊藤アキラ、日本の作詞家（* 1940年）[95]
- 5月15日 - マリオ・パヴォーン（英語版）、アメリカ合衆国のジャズベーシスト（* 1940年）[96]
- 5月15日 - 須永朝彦、日本の歌人、小説家、評論家（* 1946年）[97]
- 5月15日 - 鈴木絹江、日本の著作家（* 1951年?）[98]

## 16日 - 31日

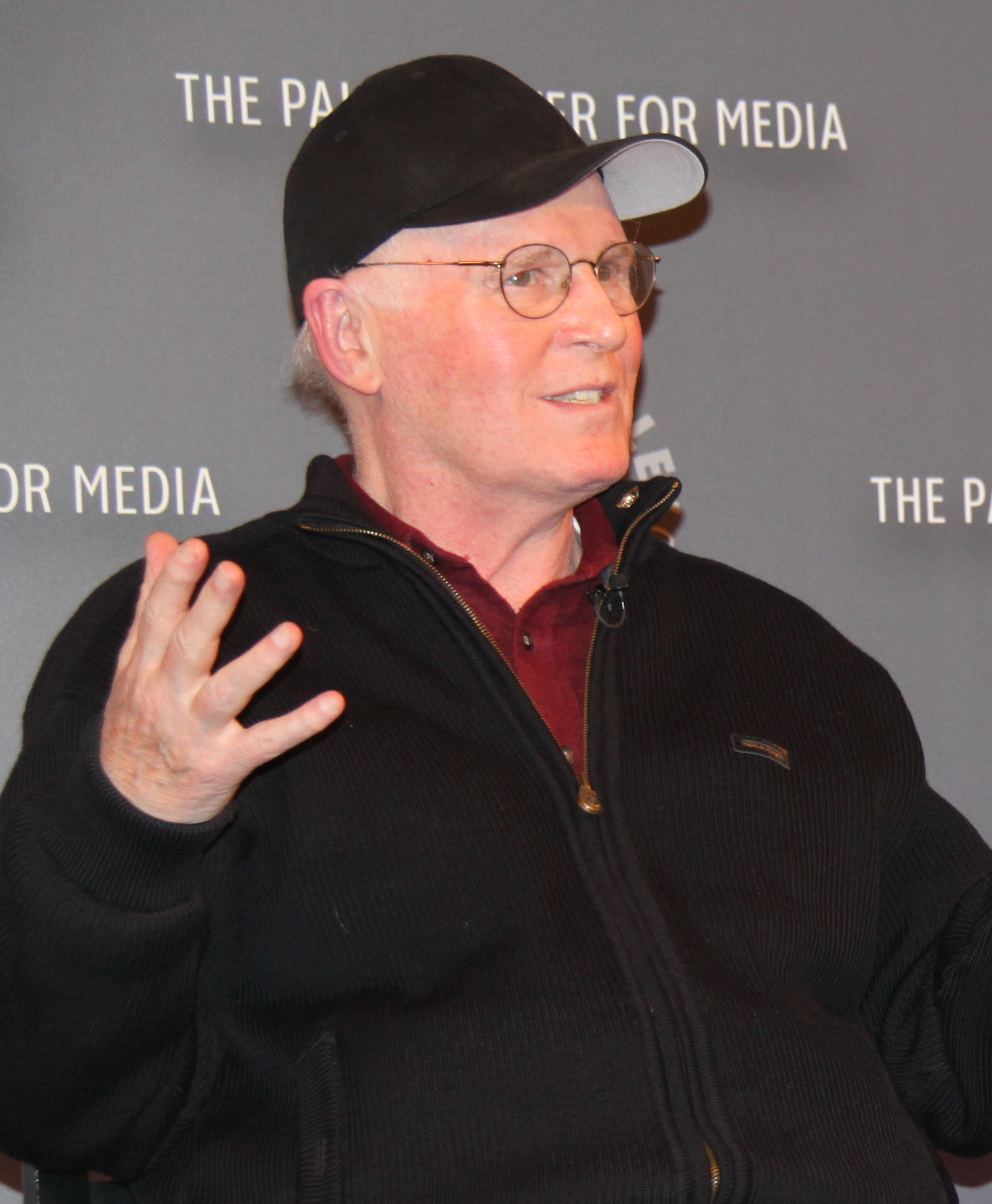
チャールズ・グローディン／5月18日没

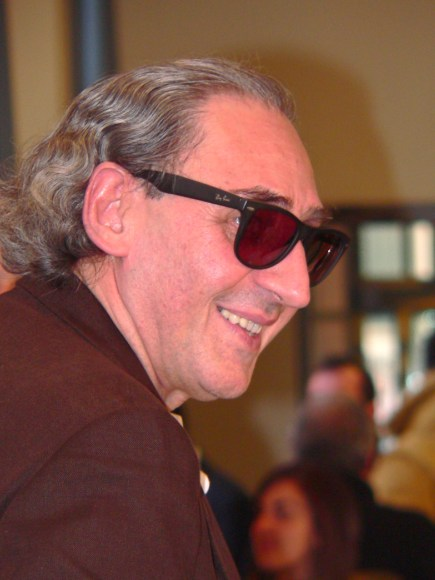
フランコ・バッティアート／5月18日没

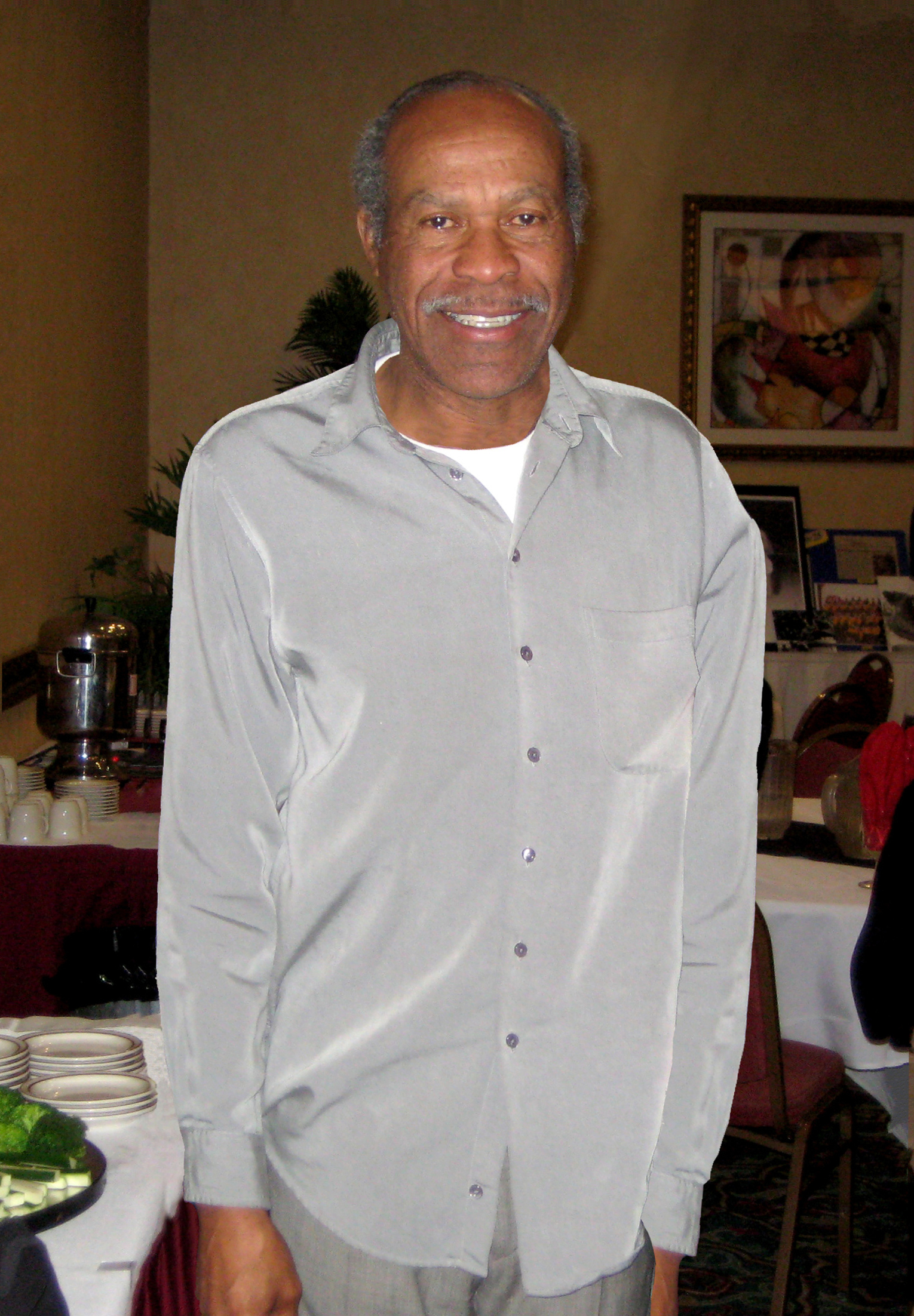
リー・エバンス／5月19日没

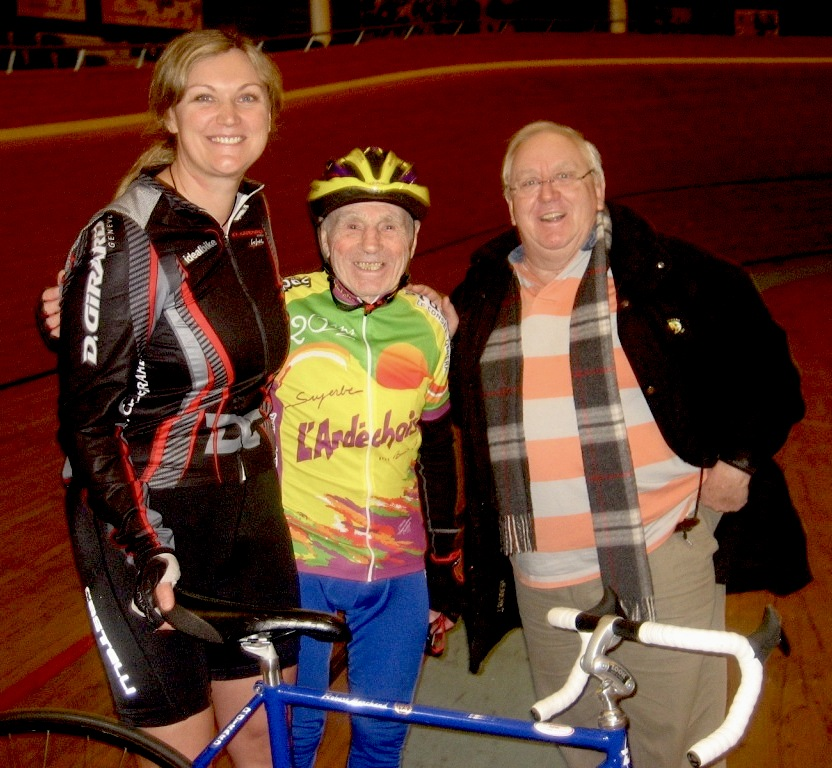
ロベール・マルシャン（中央）／5月22日没

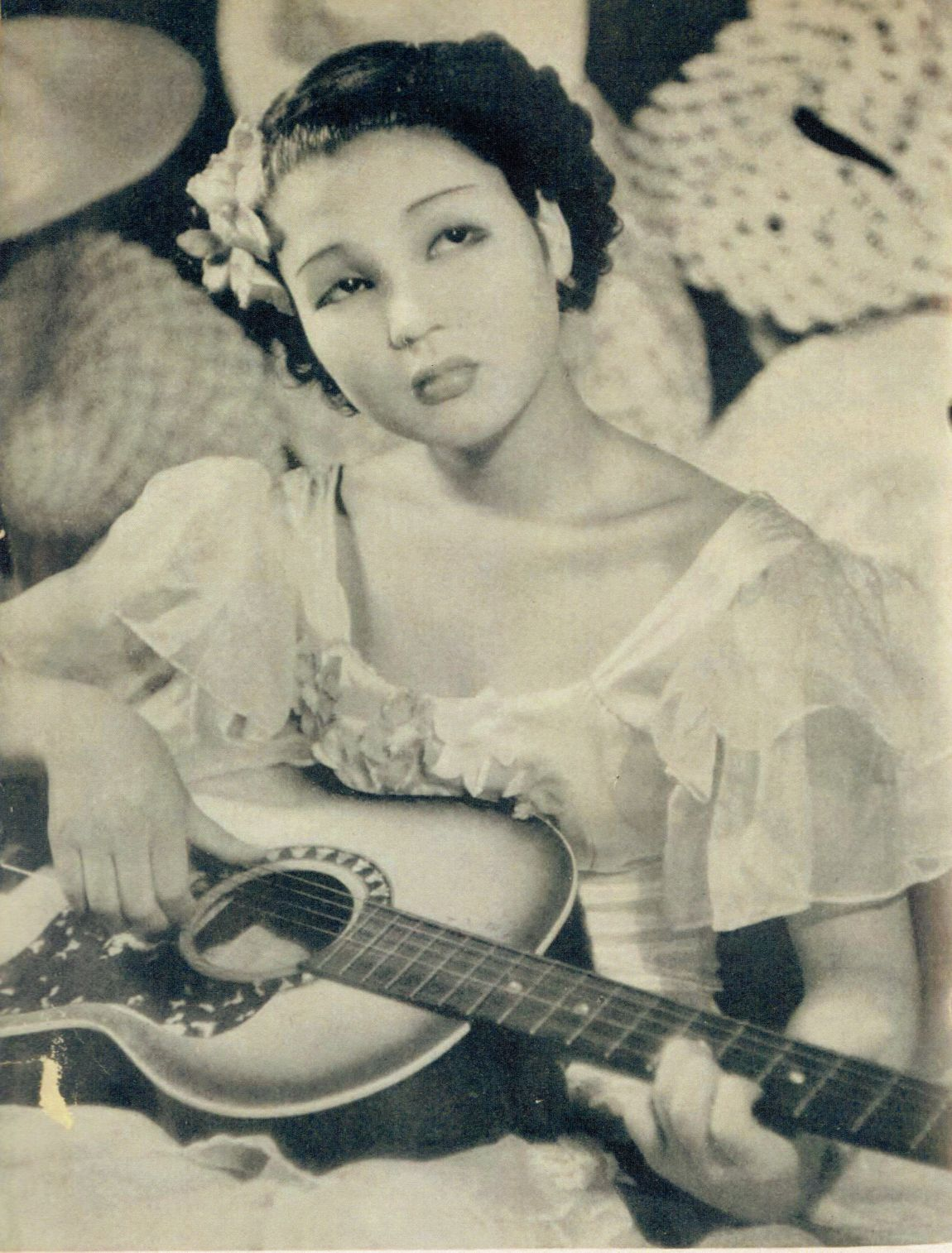
松山樹子／5月22日没

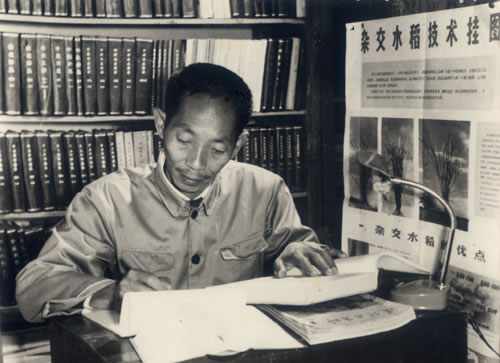
袁隆平／5月22日没

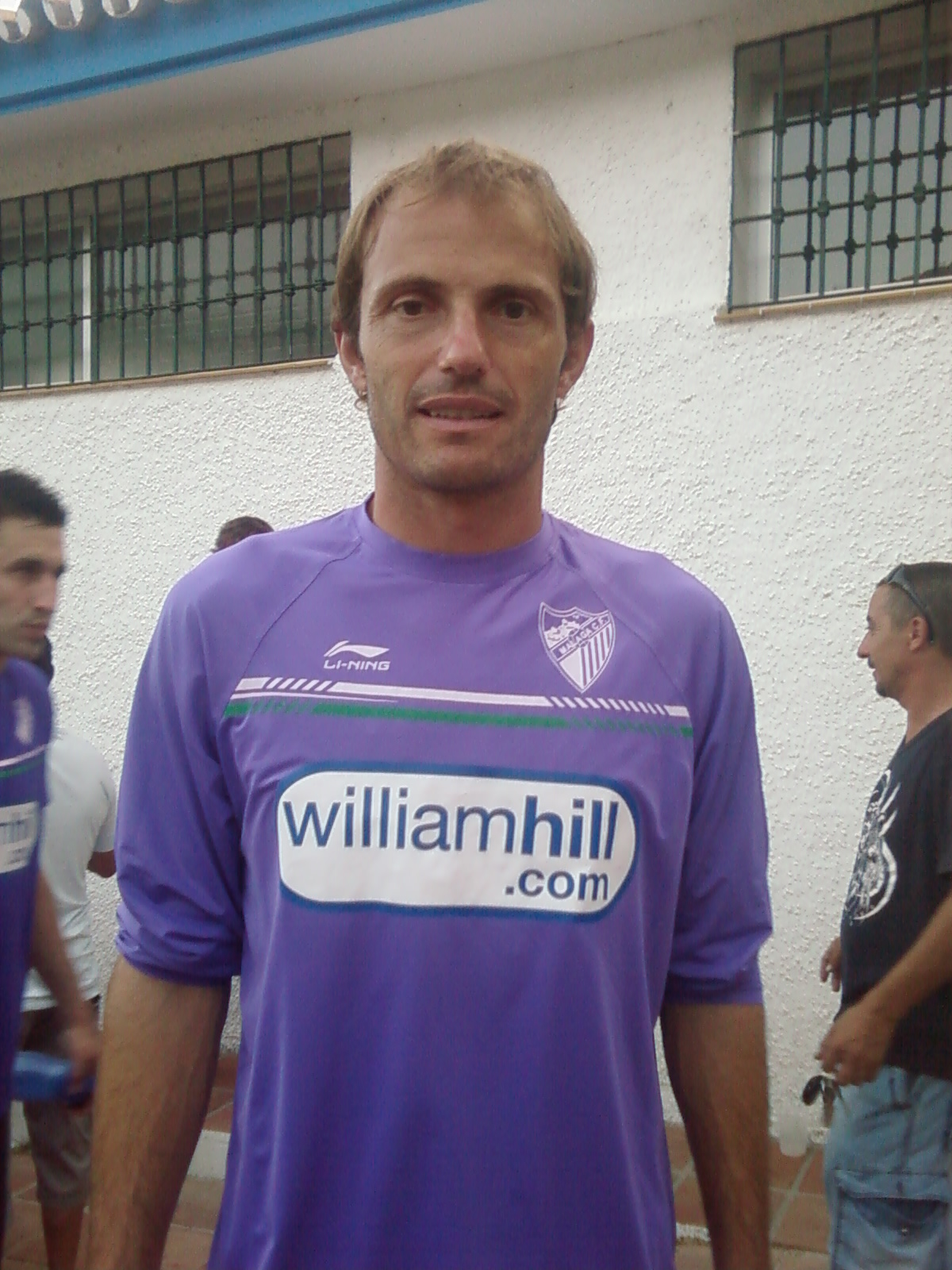
フランセスク・アルナウ／5月22日没

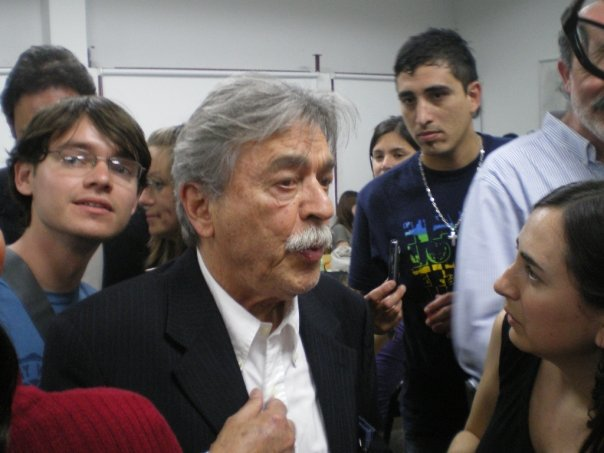
パウロ・メンデス・ダ・ロシャ／5月23日没

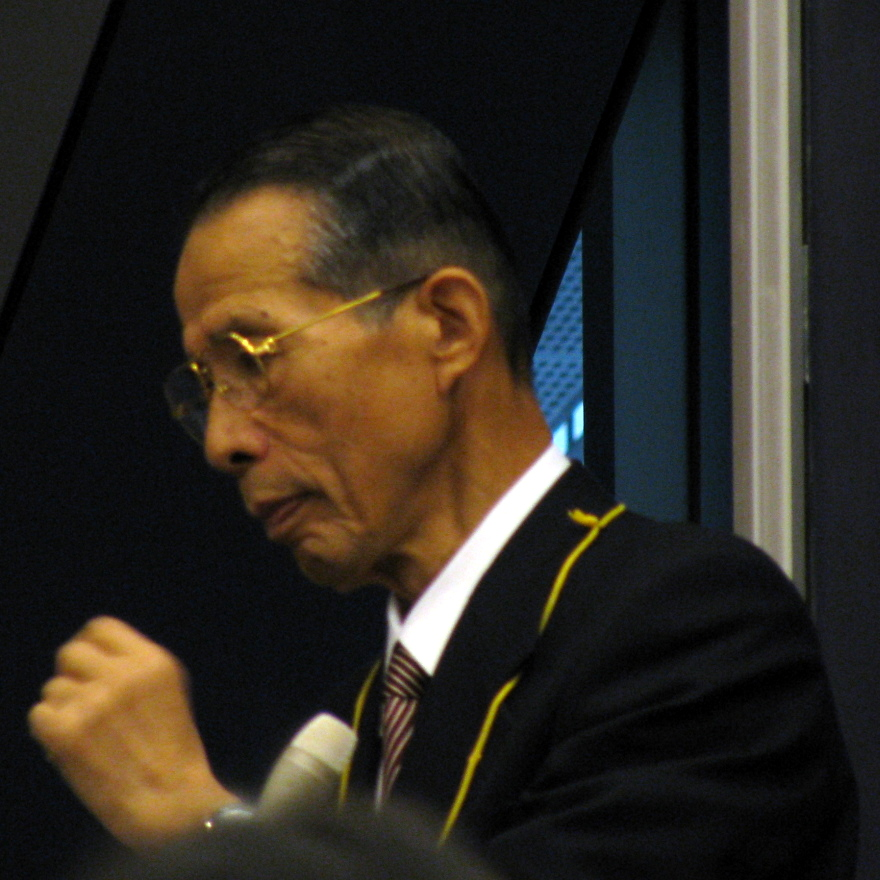
長尾真／5月23日没

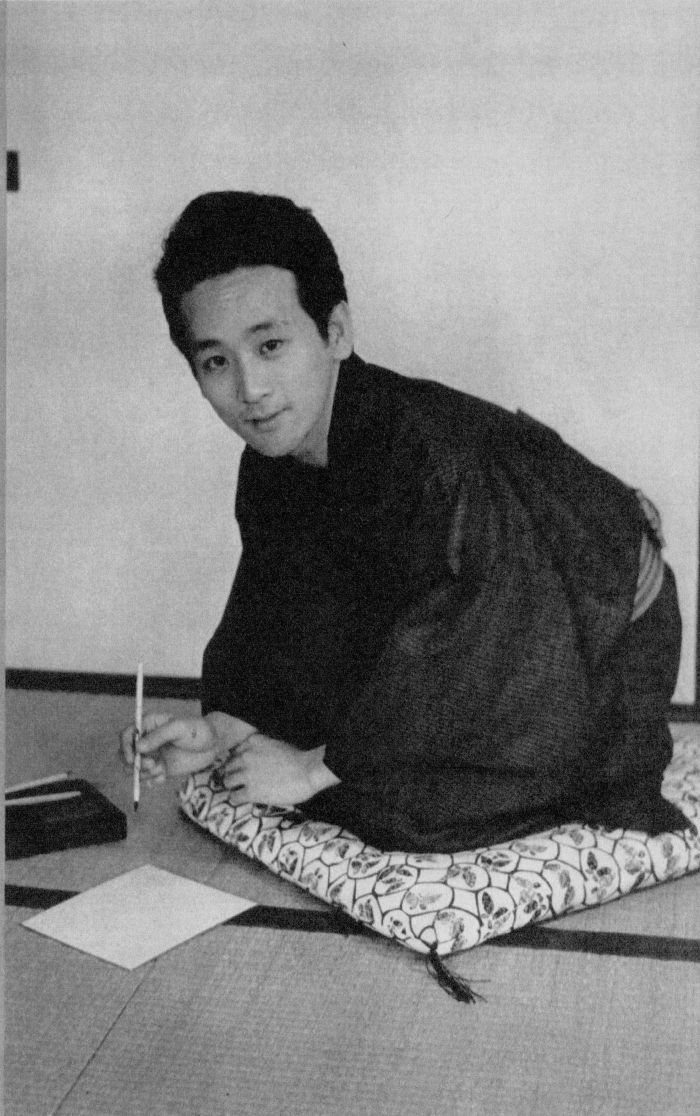
2代目片岡秀太郎／5月23日没

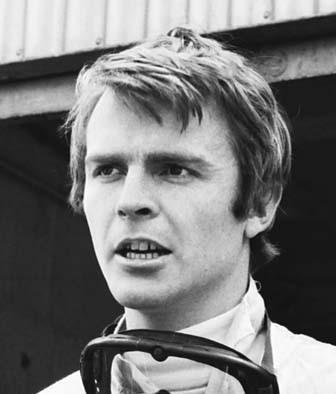
マックス・モズレー／5月23日没

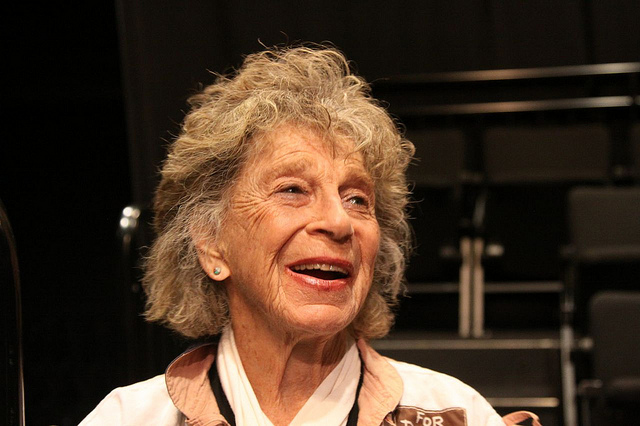
アンナ・ハルプリン／5月24日没

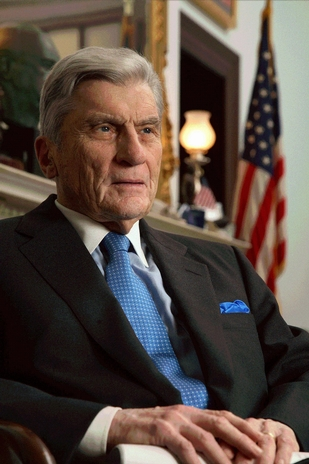
ジョン・ウォーナー／5月25日没

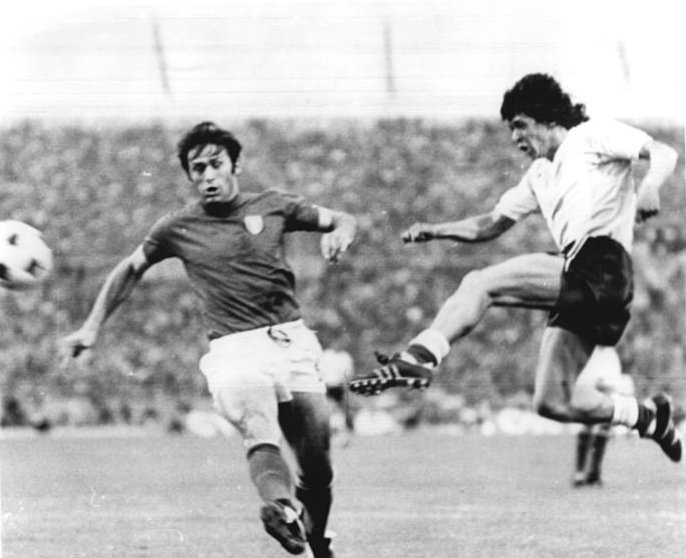
タルチシオ・ブルニチ（左）／5月26日没

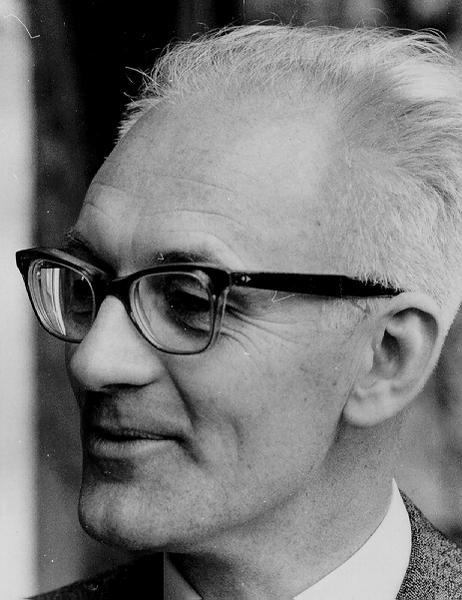
コルネリス・デ・ヤヘル／5月27日没

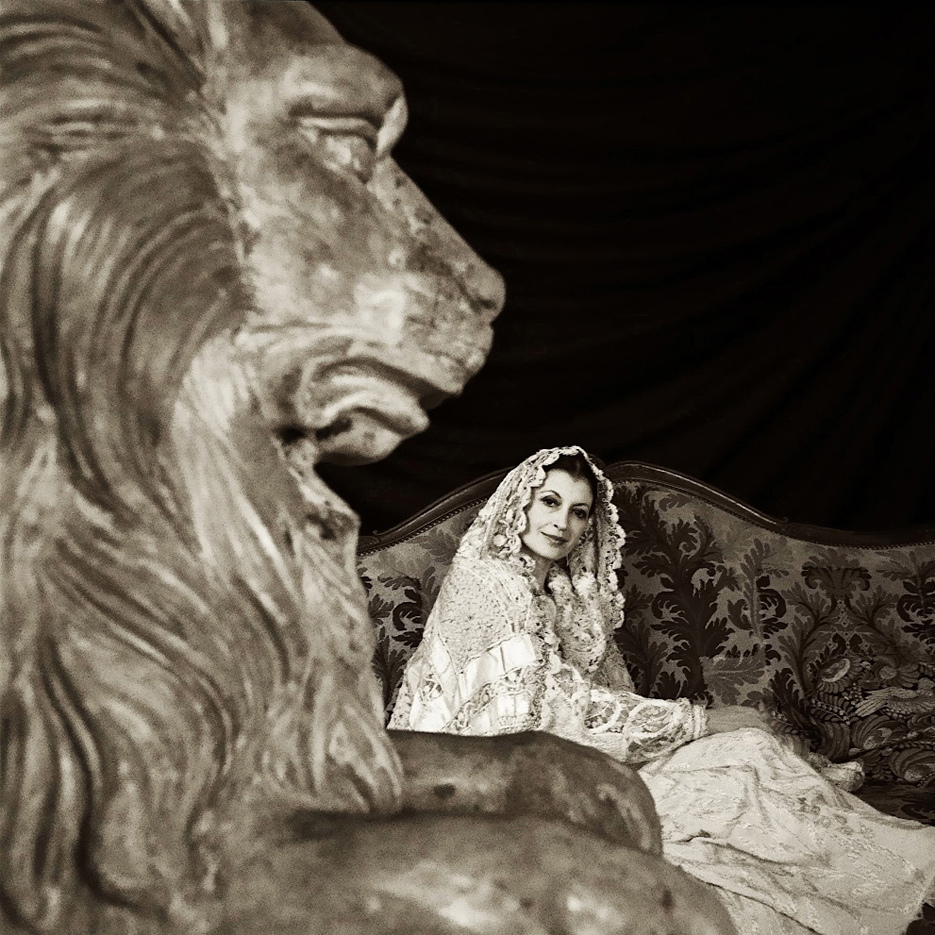
カルラ・フラッチ／5月27日没

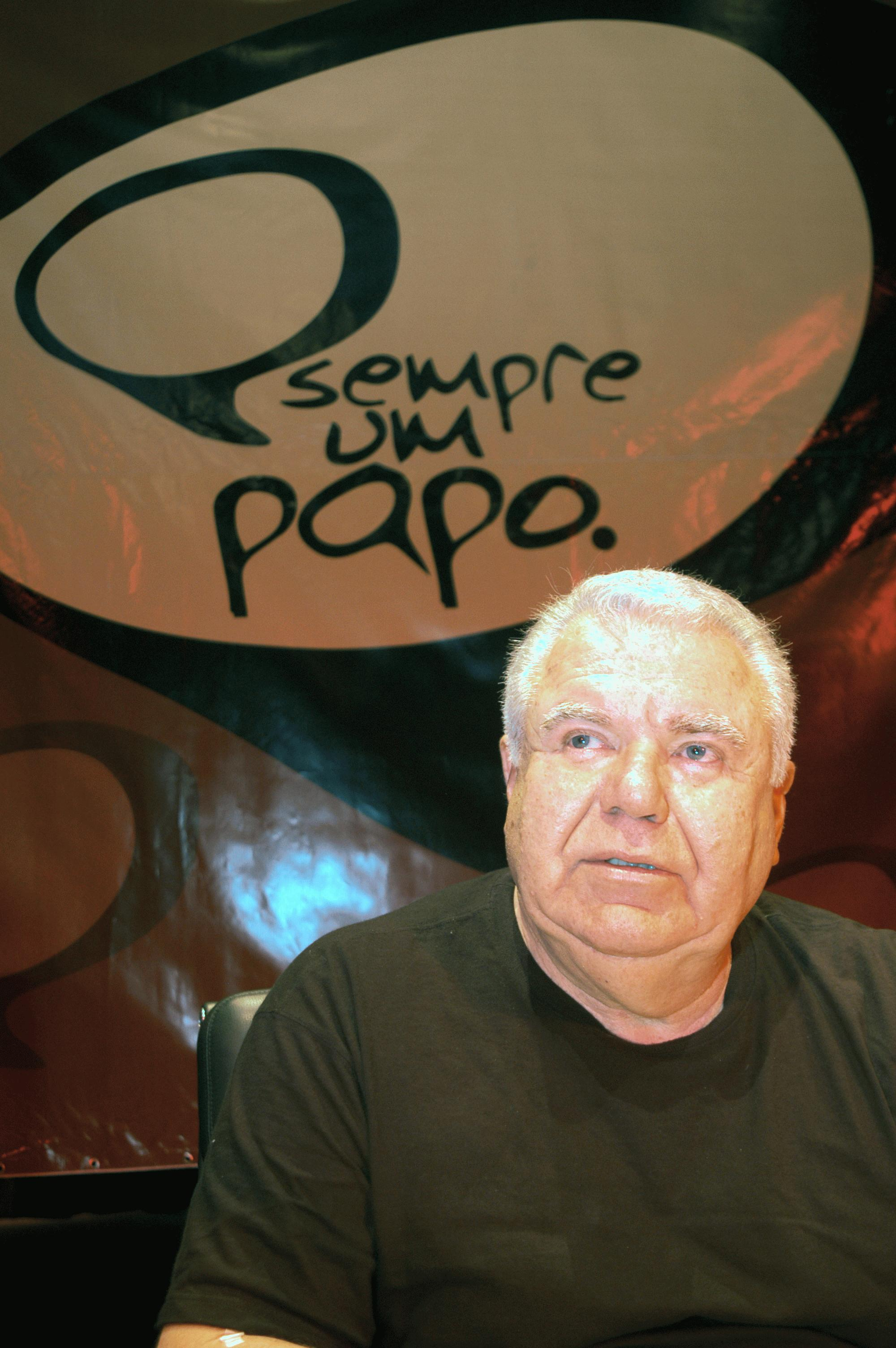
ジャイメ・レルネル／5月27日没

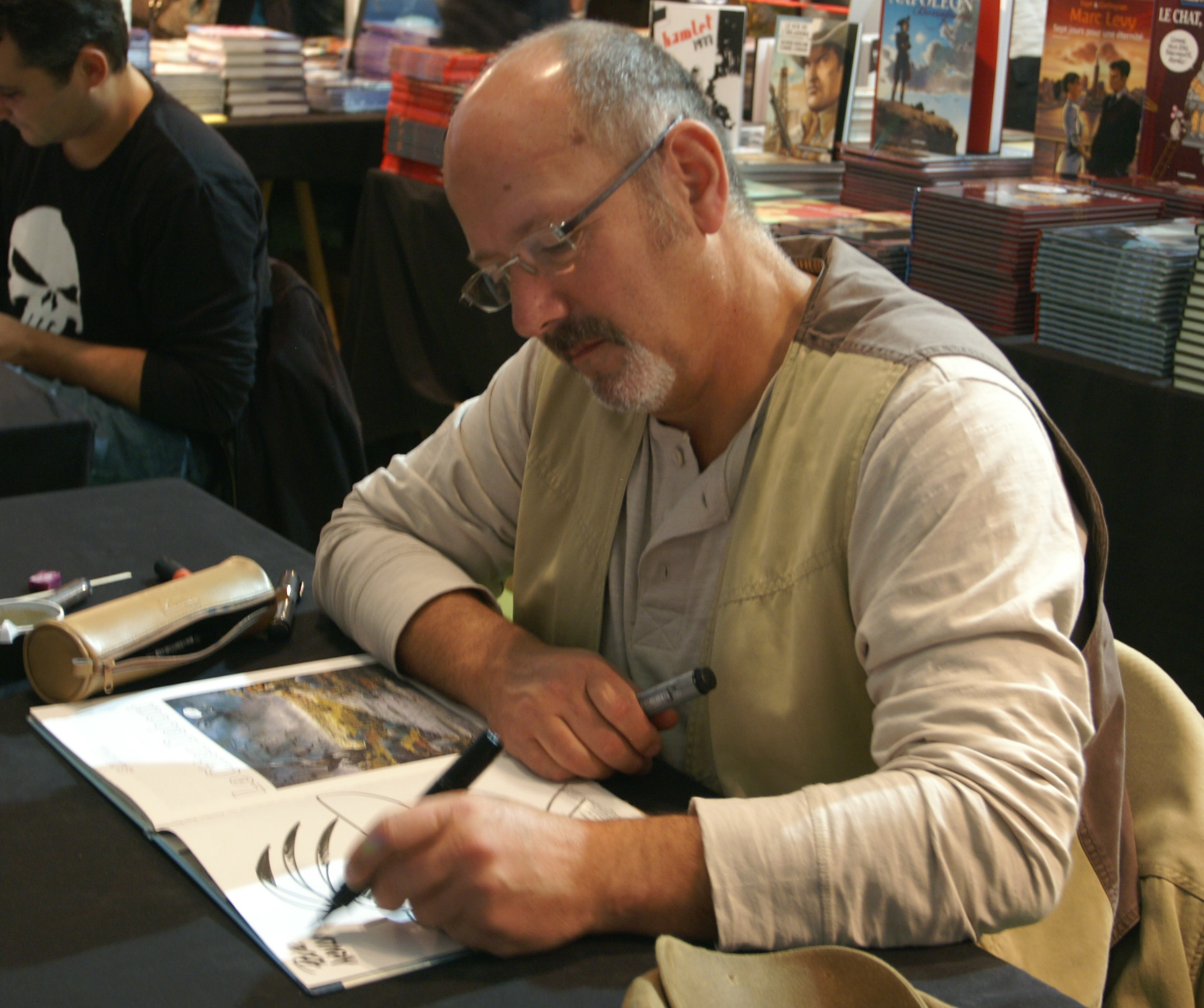
ブノワ・ソーカル／5月28日没

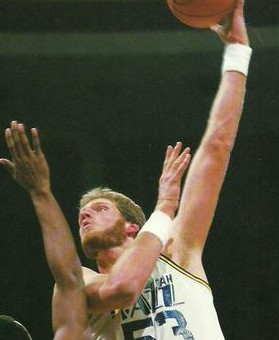
マーク・イートン／5月28日没

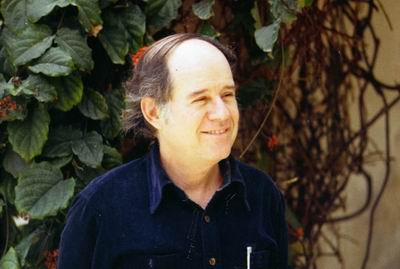
ダニ・カラヴァン／5月29日没

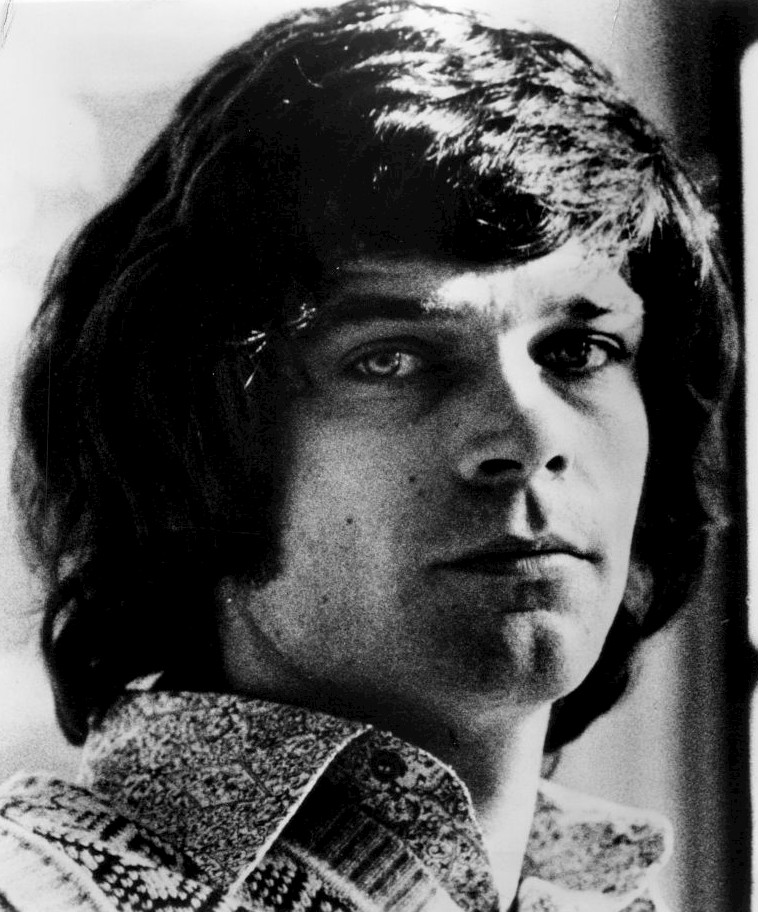
B・J・トーマス／5月29日没

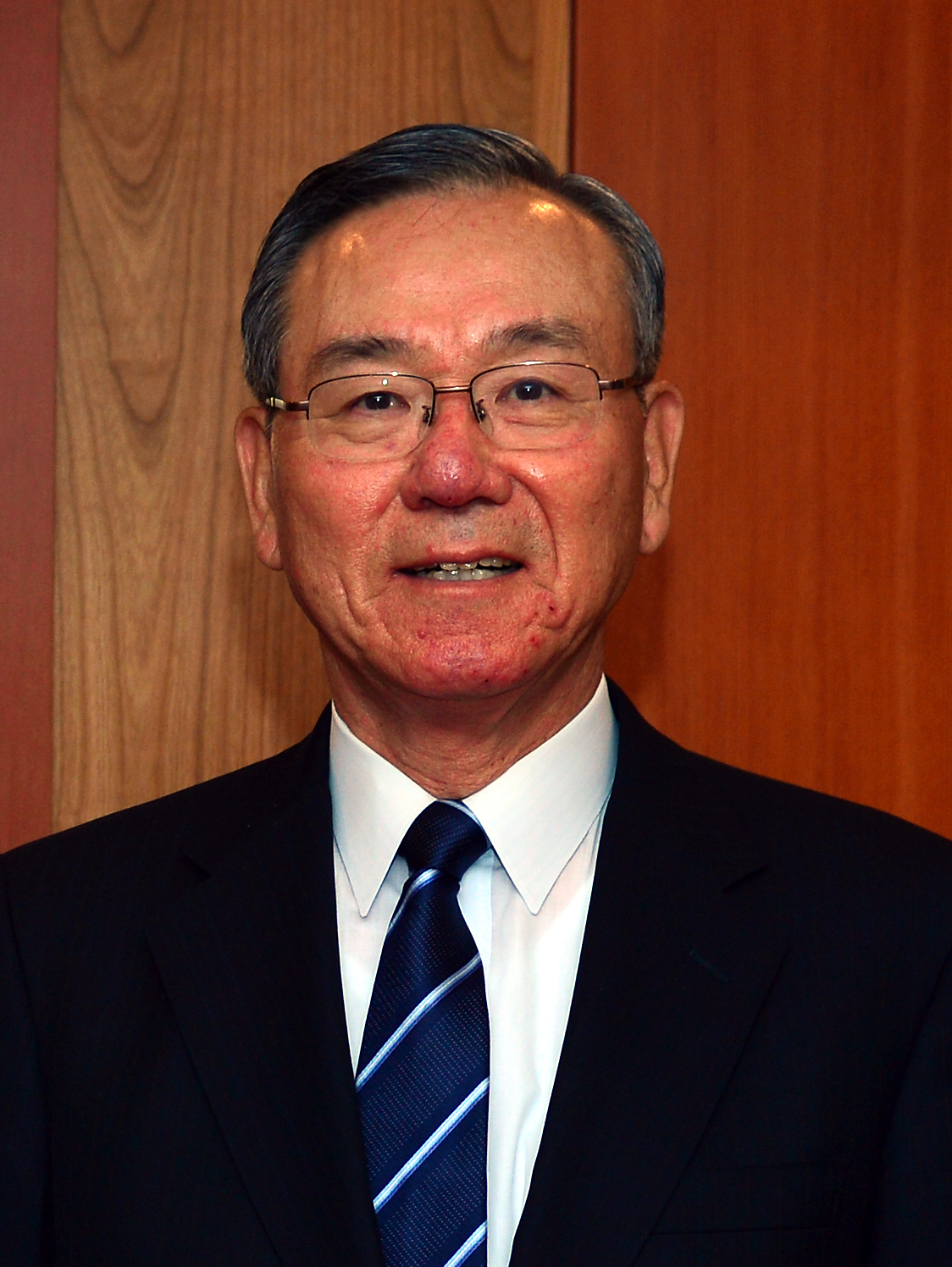
大島賢三／5月29日没

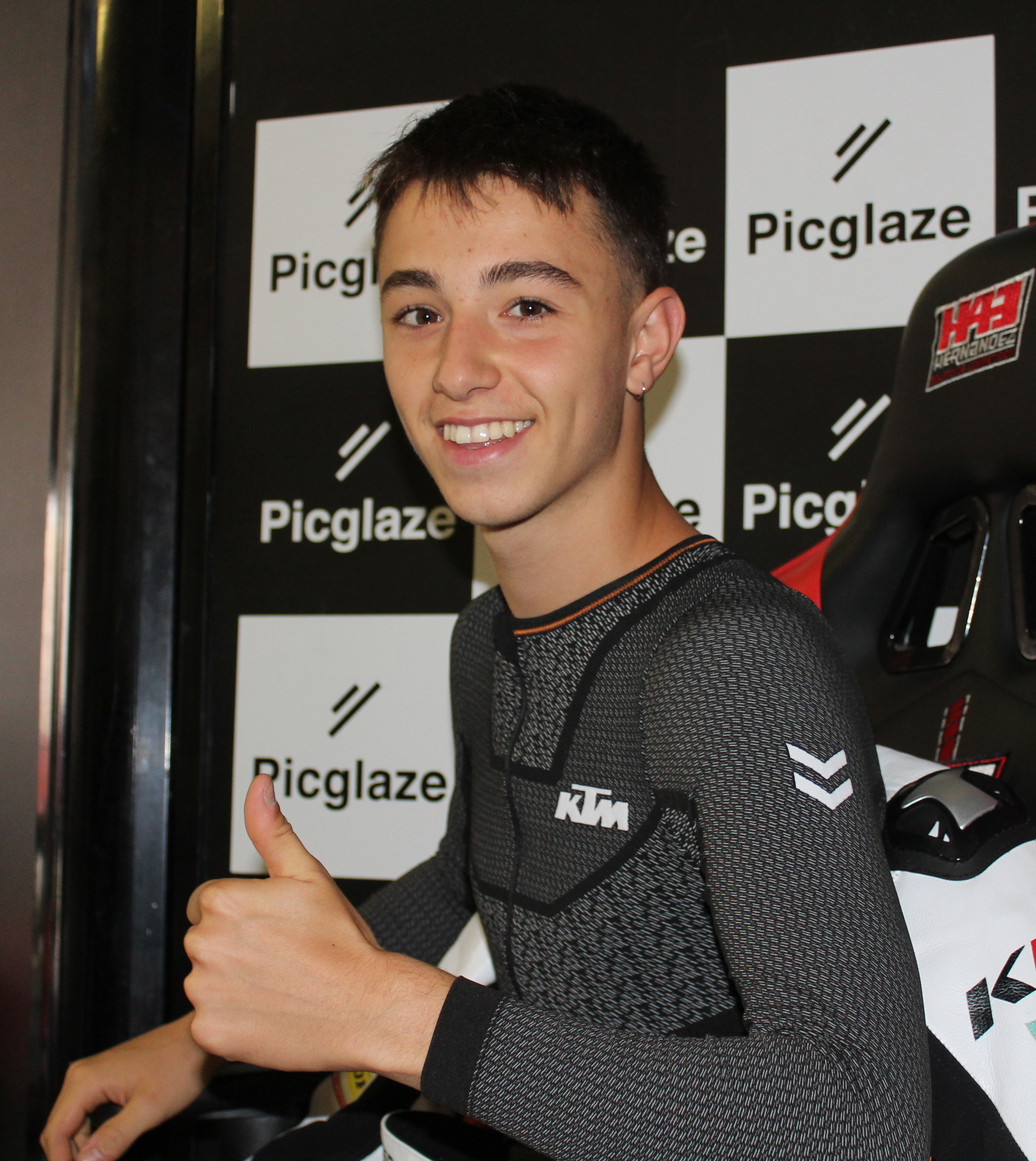
ジェイソン・デュパスキエ／5月30日没

- 5月16日 - 澤田隆治、日本のテレビプロデューサー・ディレクター、ラジオプロデューサー（* 1933年）[99]
- 5月16日 - 玉置三夫、日本の政治家、元和歌山県有田市長（* 1934年?）[100]
- 5月16日 - ヤコブ・ラザロスキ（英語版）、ユーゴスラビア・マケドニアの政治家、元マケドニア共産主義者同盟中央委員会書記（* 1936年）[101]
- 5月16日 - アルフレート・ハーファーカンプ（ドイツ語版）、ドイツの歴史家（* 1937年）[102]
- 5月16日 - 竹貫元勝、日本の歴史学者、花園大学名誉教授（* 1945年）[103]
- 5月16日 - ジム・クレンデネン（英語版）、アメリカ合衆国のワイン醸造家（* 1953年）[104]
- 5月16日 - センティアンノーイ・ソールンロート（英語版）、タイ王国の元ムエタイ選手・指導者（* 1966年）[105][106]
- 5月16日 - ブルーノ・コヴァス（英語版）、ブラジルの政治家、サンパウロ市長（* 1980年）[107]
- 5月17日 - ジョー・マーサー、イギリスの騎手（* 1934年）[108]
- 5月17日 - バディ・ローマー（英語版）、アメリカ合衆国の政治家、元下院議員、第52代ルイジアナ州知事（* 1943年）[109]
- 5月17日 - ドン・カヌードル、アメリカ合衆国の元プロレスラー、元NWA世界タッグ王者（* 1950年）[110]
- 5月18日 - 金野靜一、日本の歴史学者、教育者、元岩手県立博物館長（* 1924年）[111]
- 5月18日 - 若山弦蔵、日本の声優、俳優、ラジオパーソナリティ（* 1932年）[112]
- 5月18日 - チャールズ・グローディン、アメリカ合衆国の俳優（* 1935年）[113]
- 5月18日 - 前田浩、日本の化学者、熊本大学名誉教授（* 1939年）[114]
- 5月18日 - フランコ・バッティアート、イタリアのシンガーソングライター、作曲家、映画監督（* 1945年）[115][116]
- 5月18日 - レニー・ステネット（英語版）、パナマの元MLB選手【ピッツバーグ・パイレーツ、サンフランシスコ・ジャイアンツ所属】（* 1949年）[117]
- 5月19日 - マルティン・トゥルノフスキー、チェコの指揮者（* 1928年）[118]
- 5月19日 - 黄天麟、台湾の銀行家、元台湾総督府国策顧問（* 1929年）[119]
- 5月19日 - 新良篤、日本の銀行家、元住友信託銀行（現三井住友信託銀行）社長（* 1934年）[120]
- 5月19日 - ポール・ムーニー（英語版）、アメリカ合衆国のコメディアン、俳優、作家（* 1942年）[121]
- 5月19日 - リー・エバンス、アメリカ合衆国の元陸上競技選手、1968年メキシコシティーオリンピック400m・4×400mリレー金メダリスト（* 1947年）[122]
- 5月19日 - 徳光次郎、日本の実業家、英国伊勢丹初代社長、チェルシー社長・会長（* 1947年）[123]
- 5月19日 - デヴィッド・アンソニー・クラフト（英語版）、アメリカ合衆国の漫画原作者（* 1952年）[124]
- 5月20日 - 石川實、日本の社会学者、奈良女子大学名誉教授（* 1937年）[125]
- 5月20日 - 松平信久、日本の教育心理学者、立教大学名誉教授（* 1941年）[126]
- 5月20日（訃報発表日） - ヨシ・ワダ、日本のサウンド・アーティスト（* 1943年）[127]
- 5月20日 - ロジャー・ホーキンス、アメリカ合衆国のドラマー、元マッスル・ショールズ・リズム・セクション（英語版）メンバー（* 1945年）[128]
- 5月20日 - イングヴァル・クロンハマー（英語版）、スウェーデン出身のデンマークの造形作家（* 1947年）[129]
- 5月20日 - フロリアン・ピルキントン・ミクサ、イギリスのドラマー、カーヴド・エアメンバー（* 1950年）[130]
- 5月20日 - アブバカル・シェカウ（英語版）、ナイジェリアのイスラーム過激派組織指導者、ボコ・ハラム指導者（* 1965年、あるいは1969年、1975年）[131]
- 5月21日 - タヒル・サラホフ（英語版）、アゼルバイジャン出身のロシアの画家（* 1928年）[132]
- 5月21日 - 松村末夫、日本の生化学者、神戸大学名誉教授（* 1974年?）[133]
- 5月21日 - イブラヒム・アッタヒル（英語版）、ナイジェリアの軍人、陸軍参謀長（* 1966年）[134]
- 5月22日 - ジャンヌ・ボット、フランスのスーパーセンテナリアン（* 1905年）[135]
- 5月22日 - ロベール・マルシャン、フランスの自転車競技選手（* 1911年）[136]
- 5月22日 - コーネリア・オーベルレンダー、カナダの造園家（* 1921年）[137]
- 5月22日 - 呉孟超、中華人民共和国の医学者（* 1922年）[138]
- 5月22日 - 松山樹子、日本のバレリーナ、松山バレエ団創立者（* 1923年）[139]
- 5月22日 - 袁隆平、中華人民共和国の農学者（* 1930年）[140]
- 5月22日 - アンドレ・リベイロ、ブラジルの元レーシングドライバー（* 1966年）[141]
- 5月22日 - フランセスク・アルナウ、スペインの元サッカー選手・指導者（* 1975年）[142]
- 5月23日 - 西村亨、日本の国文学者、民俗学者、慶應義塾大学名誉教授（* 1926年）[143]
- 5月23日 - パウロ・メンデス・ダ・ロシャ、ブラジルの建築家（* 1928年）[144]
- 5月23日 - エリック・カール、アメリカ合衆国の絵本作家（* 1929年）[145]
- 5月23日 - クリストバル・アルフテル、スペインの作曲家、指揮者（* 1930年）[146]
- 5月23日 - 高月清、日本の内科学者、熊本大学名誉教授（* 1930年）[147]
- 5月23日 - 長尾真、日本の情報工学者、元京都大学総長（* 1936年）[148]
- 5月23日 - 2代目片岡秀太郎、日本の歌舞伎役者（* 1941年）[149]
- 5月23日 - 志村智雄、日本の俳優（* 1944年）[150]
- 5月23日 - マックス・モズレー、イギリスの元レーシングドライバー、元国際自動車連盟（FIA）会長（* 1940年）[151]
- 5月23日 - ボブ・フルトン（英語版）、オーストラリアの元ラグビー選手・指導者、元同国代表（* 1946年）[152]
- 5月23日 - 髙木司、日本の実業家、テイチクエンタテインメント社長（* 1967年）[153]
- 5月24日 - アンナ・ハルプリン、アメリカ合衆国の振付師（* 1920年）[154]
- 5月24日 - 金岡祐一、日本の薬学者、実業家、学校法人富山国際学園名誉理事長、テイカ製薬取締役相談役（* 1928年）[155]
- 5月24日 - 大西和男、日本の実業家、元住友林業社長（* 1930年?）[156]
- 5月24日 - 鳥居清光、日本の画家、浮世絵師、舞台美術家（* 1938年）[157]
- 5月24日 - サミュエル・E・ライト、アメリカ合衆国の俳優、歌手（* 1946年）[158]
- 5月24日 - 辻イト子、日本の女優（* 1947年）[159]
- 5月24日 - ジョン・デーヴィス（英語版）、アメリカ合衆国の歌手、元ミリ・ヴァニリメンバー（* 1954年）[160]
- 5月24日 - ロバート・グリーン・ホール（英語版）、アメリカ合衆国のメイクアップアーティスト（* 1973年）[161]
- 5月25日 - ジョン・ウォーナー、アメリカ合衆国の政治家、第61代海軍長官（* 1927年）[162]
- 5月25日 - 和田亮介、日本の実業家、エッセイスト、元和田哲（現ワテックス）会長（* 1931年）[163]
- 5月25日 - 白浜政則、日本の実業家、豊田自動織機経営役員（* 1953年）[164]
- 5月25日 - 岡田晃一、日本の能楽師、観世流シテ方（* 1955年?）[165]
- 5月25日 - 深澤雅之、日本のジークレフミュージック代表（* 1974年?）[166]
- 5月26日 - 楊思標（中国語版）、台湾の医学者、元慈済科技大学校長（* 1920年）[167]
- 5月26日 - 金国柱、朝鮮出身の韓国の独立運動家、元軍人（* 1924年）[168]
- 5月26日 - 辻幸江、日本の平和運動家（* 1926年?）[169]
- 5月26日 - 表立雲、日本の書家（* 1926年）[170]
- 5月26日 - ジェローム・ヘルマン（英語版）、アメリカ合衆国の映画プロデューサー（* 1928年）[171][172]
- 5月26日 - ポール・ソールズ、カナダの俳優、声優（* 1930年）[173]
- 5月26日 - 野澤源二郎、日本の実業家、元ノザワ社長（* 1935年?）[174]
- 5月26日 - 越智道雄、日本の翻訳家、明治大学名誉教授（* 1936年）[175]
- 5月26日 - 根岸右司、日本の洋画家（* 1938年）[176]
- 5月26日 - 船戸順、日本の俳優（* 1938年）[177]
- 5月26日 - タルチシオ・ブルニチ、イタリアの元サッカー選手・指導者、元同国代表（* 1939年）[178]
- 5月26日 - 8代目一龍斎貞山、日本の講談師（* 1947年）[179]
- 5月26日 - ケヴィン・クラーク、アメリカ合衆国の俳優（* 1988年）[180]
- 5月26日 - 沖島二朗、日本のギタリスト、Idol Punchメンバー（* 生年不明）[181]
- 5月27日 - コルネリス・デ・ヤヘル、オランダの天体物理学者、元国際天文学連合事務局長（* 1921年）[182]
- 5月27日 - ネルソン・サルジェント（ポルトガル語版）、ブラジルのサンバミュージシャン（* 1924年）[183][184]
- 5月27日 - ポール・シュルター（英語版）、デンマークの政治家、第37代首相（* 1929年）[185]
- 5月27日 - 立石勲、日本の実業家、タストン・エアポート会長（* 1933年?）[186]
- 5月27日 - カルラ・フラッチ、イタリアのバレエダンサー（* 1936年）[187]
- 5月27日 - ジャイメ・レルネル、ブラジルの建築家、都市計画家、政治家、元パラナ州知事、元国際建築家連合会長（* 1937年）[188]
- 5月27日 - 川田豊、日本の実業家、元神戸製鋼所専務（* 1951年）[189]
- 5月28日 - 深海正治、日本の実業家、元オリンパス光学工業専務（* 1920年）[190]
- 5月28日 - 章開沅（中国語版）、中華人民共和国の歴史学者、元華中師範大学学長（* 1926年）[191]
- 5月28日 - トニー・マリノ、アメリカ合衆国の元プロレスラー、元WWWFインターナショナル・タッグ王者（* 1931年）[192]
- 5月28日 - 加藤延之、日本の実業家、元中日新聞社取締役、元名古屋タイムズ社理事社長（* 1934年）[193]
- 5月28日 - 鈴木明、日本の俳人（* 1935年）[194]
- 5月28日 - 木幡宏通（スペイン語版）、日本の空手家（* 1944年）[195]
- 5月28日 - 柴宜弘、日本の歴史学者、東京大学名誉教授（* 1946年）[196]
- 5月28日 - ブノワ・ソーカル、ベルギーの漫画家、ゲームクリエイター（* 1954年）[197]
- 5月28日 - マーク・イートン、アメリカ合衆国の元バスケットボール選手【ユタ・ジャズ所属】（* 1957年）[198]
- 5月29日 - 森茂康、日本の物理学者、九州大学名誉教授（* 1925年）[199]
- 5月29日 - ダニ・カラヴァン、イスラエルの彫刻家（* 1930年）[200][201]
- 5月29日 - 花田庄司、日本の実業家、元住友精化社長（* 1930年?）[202]
- 5月29日 - ギャビン・マクラウド（英語版）、アメリカ合衆国の俳優（* 1931年）[203]
- 5月29日 - 伊豆山健夫、日本の物理学者、東京大学名誉教授（* 1932年?）[204]
- 5月29日 - 伊藤喜久雄、日本の実業家、興行会社「アイエス」創業者・相談役（* 1934年?）[205]
- 5月29日 - B・J・トーマス、アメリカ合衆国の歌手（* 1942年）[206]
- 5月29日 - 大島賢三、日本の外交官、国連大使、国際協力機構副理事長（* 1943年）[207]
- 5月29日 - パオロ・マウレンシグ（英語版）、イタリアの小説家（* 1943年）[208]
- 5月29日 - ジョー・ララ、アメリカ合衆国の俳優（* 1962年）[209]
- 5月29日 - キース・ムリングス、ジャマイカの元プロボクサー、元WBC世界スーパーウェルター級王者（* 1968年）[210]
- 5月30日 - 稲岡耕二、日本の万葉学者、東京大学名誉教授（* 1929年）[211]
- 5月30日 - 小林亜星、日本の作曲家、俳優、タレント（* 1932年）[212]
- 5月30日 - 平田マリ、ブラジルの料理研究家（* 1960年?）[213]
- 5月30日 - 長嶋はるか、日本の声優（* 1987年）[214]
- 5月30日 - ジェイソン・デュパスキエ、スイスのロードレーサー（* 2001年）[215]
- 5月31日 - 吉見敏治、日本の画家（* 1931年）[216]
- 5月31日 - 指山弘養、日本の銀行家、元佐賀銀行頭取（* 1940年）[217]
- 5月31日 - ピーター・デル・モンテ（英語版）、イタリアの映画監督、脚本家（* 1943年）[218]
- 5月31日 - リック・ミッチェル、オーストラリアの元陸上競技選手、1980年モスクワオリンピック400m銀メダリスト（* 1955年）[219]
- 5月31日 - リル・ローデッド、アメリカ合衆国のラッパー、YouTuber（* 2000年もしくは2001年）[220]